# Palaquium polyandrum
Palaquium polyandrum là một loài thực vật có hoa trong họ Hồng xiêm. Loài này được C.B.Rob. mô tả khoa học đầu tiên năm 1908.